# Стехіометричний коефіцієнт
Стехіометричний коефіцієнт (англ. stoichiometric number [coefficient]) — коефіцієнти перед символом кожного реагенту a, b,…, y, z у загальному збалансованому (стехіометричному) рівнянні
aA + bB … = … yY + zZ
Їх ще називають числами стехіометрії, стехіометричними числами. Вони вказують на кількість речовини (моль) кожного з реагентів, яка бере участь у даній хімічній реакції. Число 1 не ставиться.